# Comuna Velîkîi Krupil, Zhurivka
Velîkîi Krupil (în ucraineană Великий Крупіль) este o comună în raionul Zhurivka, regiunea Kiev, Ucraina, formată din satele Malîi Krupil și Velîkîi Krupil (reședința).

## Demografie
Componența lingvistică a comunei Velîkîi Krupil
     Ucraineană (99%)
     Alte limbi (1%)
Conform recensământului din 2001, majoritatea populației comunei Velîkîi Krupil era vorbitoare de ucraineană (99%), existând în minoritate și vorbitori de alte limbi.